# Лісовий заповідник Мінзіро
Лісовий заповідник Мінзіро становить 248,41 км² заповідної зони вздовж річки Кагера в районі Букоба на північному заході Танзанії. Він охороняє один із найбільших лісів Танзанії, унікальний тип лісу в країні. Заповідник заснований у 1947 році  і розташований на висоті приблизно 1,150 м над рівнем моря на досить рівній місцевості. Заповідник утворює спільну охоронювану територію з лісом Малабігамбо на угандійському боці. Більшу частину лісу складають сезонні болотні ліси Baikiaea – Podocarpus,  а решта – затоплені акацієві ліси.

## Дика природа
Ліс Мінзіро схожий на ліси Конго та Гвінеї, і, отже, він містить флору та фауну, які досягають тут східних меж ареалу.
Характерні дерева болотних лісів Мінзіро включають Afrocarpus dawei, Heywoodia lucens, Mussaenda erythrophylla, Cassipourea ruwensorensis, Citropsis articulata, Manilkara obvata, Baikiaea insignis та Uncaria africana.
У лісі Мінзоро зустрічаються павіан, кущова свиня, золота кішка, верветка, медоїд, сірий дуїкер. Найцікавішим видом у лісі є угандійський мангабей, який більше ніде не зустрічається в Танзанії.
58 із 245 видів птахів, зареєстрованих у заповіднику, не зустрічаються за межами Кагери в Танзанії, а 56 із них можна побачити лише в Мінзіро. Крім того, понад 600 видів метеликів також є місцевими ендеміками.

## Загрози

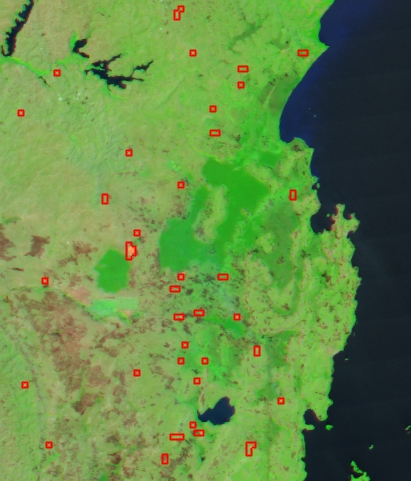
Супутниковий знімок червня 2004 року, на якому видно лісові пожежі в околицях лісу (у центрі).

Ліс раніше широко вирубувався. Особливо цінними були дере Afrocarpus dawei, яких зараз лишилось дуже мало. Незаконна вирубка лісу триває.
Скотарі незаконно тут випасають худобу. Вони випалюють луки, що шкодить зимуючій популяції довгохвостої ластівки, а також впливає на рослинність лісо-лугового екотопу. У 2017 році магістратський суд Букоби оштрафував одного скотаря-порушника та висловив занепокоєння з приводу зростання шкоди навколишньому середовищу.